# Аурелио Бусо
Аурелио Бусо (активен около 1520 г.) е италиански художник от Крема. Работи в Ломбардия и Генуа през 16 век.

## Биография
Аурелио Бусо е художник, за когото има неясни и несигурни свидетелства.
Известно е, че е посещавал Национална академия Свети Лука в Рим и е ученик на Полидоро да Караваджо и Матурино да Фиренце и им помага в няколко от произведенията им в Рим. Дейността му е предимно като художник на стенописи и декоратор, също собственик на работилница, чийто най-известен ученик е Джовани да Монте.
Той работи в Мантуа с Джулио Романо и в Генуа заедно с Джован Батиста Кастело за украсата на някои дворци, по-специално за Палацо де Сигнори Катани на Пиаца Сан Панграцио и Палацо дела Меридиана, върху който създава Историите на Херкулес.
Според някои източници той умира в състояние на бедност, „около 1620 г., принуден да рисува карти Таро, за да изкарва прехраната си“.